# アラン・ヴァン・スプラング
アラン・ヴァン・スプラング（Alan Van Sprang、1971年6月19日 - ）はカナダ・アルバータ州カルガリー出身の俳優｡

## 略歴
1992年に演劇学校卒業と同時にプロの俳優としてのキャリアをスタートさせる｡
『アルカディア』､『シラノ・ド・ベルジュラック』、『女相続人 The Heiress』、『ハムレット』など、カナディアン・ステージ、シアター・カルガリー、バンクーバー・プレイハウス、マニトバ・シアターセンター、ナショナル・アートセンターといった劇場で上演される舞台にも多く出演｡
1995年のテレビ映画『デンジャラスインテンションズ』で映画デビュー｡
2005年の『ランド・オブ・ザ・デッド』の端役、2007年の『ダイアリー・オブ・ザ・デッド』の大佐役とジョージ・A・ロメロ監督作に連続出演し､2009年の『サバイバル・オブ・ザ・デッド』では『ダイアリー・オブ・ザ・デッド』で演じた大佐と同一人物であるブルーベイカー（軍曹）役で主役に抜擢される｡
2018年には『スタートレック:ディスカバリー』のシーズン2において印象的な悪役であるリーランド司令官を演じている。

## 出演作品
| 公開年    | 邦題 原題                                                        | 役名                     | 備考                               |
| --------- | ---------------------------------------------------------------- | ------------------------ | ---------------------------------- |
| 1995      | ブラックフォックス3 ～軌跡の果て～ Black Fox: Good Men and Bad   |                          | テレビ映画                         |
| 1996      | 殺害動機 Conundrum                                               | テッド                   | テレビ映画                         |
| 1996      | ドタキャン・パパ Carpool                                         | カーク                   |                                    |
| 1997      | トラブルボーダー Masterminds                                     | ハッピー・ボーイ         |                                    |
| 2000      | ハリウッド・スキャンダル！ Best Actress                          | ビリー                   | WOWOWで放映                        |
| 2002      | NARC ナーク Narc                                                 | マイケル                 |                                    |
| 2003      | クリープゾーン エイジング・ウイルス Do or Die                    | ティンク                 | テレビ映画                         |
| 2003      | イン・ザ・ダーク/狙われた記憶 In the Dark                        | ローレンス・テイラー     | テレビ映画、スターチャンネルで放映 |
| 2003      | 新約聖書 ～ヨハネの福音書～ The Visual Bible: The Gospel of John | イスカリオテのユダ       |                                    |
| 2004      | REX レックス Anonymous Rex                                       | ラール                   | テレビ映画                         |
| 2005      | ランド・オブ・ザ・デッド Land of the Dead                        | ブルベーカー             |                                    |
| 2006      | ソウ3 SawIII                                                     | クリス                   |                                    |
| 2007      | ダイアリー・オブ・ザ・デッド Diary of the Dead                   | 大佐                     |                                    |
| 2009      | サバイバル・オブ・ザ・デッド Survival of the Dead                | 軍曹                     |                                    |
| 2009      | THE TUDORS〜背徳の王冠〜 The Tudors                              | フランシス・ブライアン卿 | テレビシリーズ、8エピソードに出演  |
| 2009-2010 | ビーイング・エリカ Being Erica                                   | ジョディ                 | テレビシリーズ、3エピソードに出演  |
| 2011      | インモータルズ -神々の戦い- Immortals                            | ダレイオス               |                                    |
| 2019      | スタートレック:ディスカバリー Star Trek: Discovery               | リーランド               | テレビシリーズ                     |